# Trude Richter
Trude Richter, eigentlich Erna Barnick (* 19. November 1899 in Magdeburg; † 4. Januar 1989 in Leipzig), war eine deutsche Literaturwissenschaftlerin und Schriftstellerin.

## Leben
Sie wurde als Tochter eines Oberpostrates geboren und studierte von 1920 bis 1924 Philosophie, Germanistik und Theologie, nach anderen Angaben Germanistik, Geschichte und Kunstgeschichte in Berlin und Frankfurt am Main, bevor sie 1924 promovierte.
Danach war sie zunächst als Lehrerin tätig und erwarb 1926 die Lehrbefähigung als Gymnasiallehrerin für Germanistik und Geschichte. Zunächst war sie von 1926 bis 1929 Mitglied der SPD, engagierte sich aber zunehmend in einer kommunistischen Studentengruppe. Ferner wurde sie Mitglied der Roten Hilfe Deutschlands (RHD) und der Internationalen Arbeiterhilfe (IAH). Seit 1926/27 lebte sie mit dem marxistischen Nationalökonomen Hans Günther (1899–1938) in einer Partnerschaft. Im Jahr 1930 oder 1931 wurde sie Mitglied der KPD und lebte ab 1931 in Berlin. 1932 wurde sie auf Empfehlung von Johannes R. Becher (1891–1958) zur Ersten Sekretärin des Bundes proletarisch-revolutionärer Schriftsteller (BPRS) gewählt. Sie war auch Mitarbeiterin der vom BPRS 1933 herausgegebenen Zeitschrift Hieb und Stich. Bereits früher als Mitarbeiterin der Frankfurter Arbeiterzeitung hatte sie sich aus Gründen der Konspiration den Allerweltsnamen Trude Richter als Pseudonym zugelegt, um weiterhin als Lehrerin (d. h. im Staatsdienst) tätig sein zu können.
Nach der „Machtergreifung“ der Nationalsozialisten engagierte sie sich zunächst im Widerstand. Sie verbarg Verfolgte, erledigte Kurierdienste zwischen Berlin und Prag und trug Material für illegale Veröffentlichungen zusammen. 1934 folgte sie jedoch ihrem bereits zuvor emigrierten Lebensgefährten Hans Günther und ging in die Sowjetunion. Günther war dort als Mitarbeiter an der Kommunistischen Akademie und als Schriftsteller tätig. Dort vollendete sie ihre Habilitationsschrift und lehrte am Moskauer Pädagogischen Institut für neuere Sprachen. Am 3. November 1936 erhielt sie die sowjetische Staatsbürgerschaft; einen Tag darauf am 4. November wurden sie und ihr Lebensgefährte verhaftet. Nach einem Jahr Untersuchungshaft wurde sie Ende 1937 ohne Prozess zu fünf Jahren Haft in einem der Arbeitslager des Gulag verurteilt, wegen angeblicher konterrevolutionärer trotzkistischer Tätigkeit. Ab dem 17. August 1938 war sie im Lagergebiet an der Kolyma (zuerst Nordöstliches ITL, später Tenka-ITL des Dalstroi) interniert. Auch Hans Günther befand sich auf dem Weg an die Kolyma, starb jedoch am 10. November 1938 im Durchgangslager Wladiwostok an Typhus. Trude Richter wurde am 14. September 1946 aus der Haft entlassen. Von 1946 bis 1949 war sie als Garderobenfrau im Gorki-Theater der Stadt Magadan tätig. Sie half auch bei der Ausstattung der Stücke und im Orchester.
Am 23. August 1949 wurde sie erneut verhaftet und nach Ust-Omtschug – dem Verwaltungssitz des Tenka-ITL – deportiert und dort der Bergbauverwaltung zugewiesen. Trude Richter versuchte sich zu erhängen. Der Selbstmordversuch scheiterte jedoch, da das Seil riss. Von 1950 bis 1953 war sie dort als Pianistin im Kulturklub und Fremdsprachenlehrerin in der Erwachsenenbildung tätig. 1953 wurde sie dann aus der Haft entlassen. Sie kehrte nach Moskau zurück und wurde wieder in die Kommunistische Partei aufgenommen. Eine endgültige Rehabilitierung erfolgte jedoch erst 1956 nach Vermittlung durch Anna Seghers (1900–1983). Trude Richter zog dann in die DDR und lehrte von 1957 bis 1966 am Johannes-R.-Becher-Literaturinstitut in Leipzig. Hier war sie auch als Mentorin später bekannt gewordener Schriftsteller wie Hans Weber (1937–1987) und Horst Salomon (1929–1972) tätig. Sie veröffentlichte Beiträge zur sozialistischen Literaturbewegung und begann bereits in den 1960er Jahren, ihre Erfahrungen aus der sowjetischen Lagerhaft niederzuschreiben. 1972 veröffentlichte sie unter dem Titel Die Plakette den ersten Teil ihrer Lebenserinnerungen. Ihre vollständigen Memoiren inklusive der Lagerzeit durfte sie in der DDR jedoch zunächst nicht publizieren. Entsprechende ab 1973 bestehende Bemühungen wurden seitens des SED-Politbüros verhindert. 1987 wurde sie in den Vorstand des Schriftstellerverbandes der DDR aufgenommen. 
Trude Richter verstarb 1989 und war bis an das Lebensende überzeugte Kommunistin. Postum erschien 1990 noch in der DDR ihr Werk Totgesagt, in welchem auch die Lagerzeit dargestellt wird. Als Ort und Jahr der Beendigung des Werkes wird von ihr darin Jalta, September 1964 angegeben.
Das Grab von Trude Richter befindet sich auf dem Leipziger Südfriedhof. Ein Teilnachlass, in dem sich auch Bücher befinden, liegt in der Stadtbibliothek Leipzig. Die Deutsche Fotothek in der SLUB bewahrt ein Bildnis von ihr, das vom Fotografen Norbert Vogel 1985 aufgenommen wurde.

## Werke
- Das Volksbuch von Barbarossa und Geschichten von Kaiser Friedrich dem Anderen, Jena 1925
- Kaiser Friedrich Barbarossa in der Geschichte, Jena 1926
- Die bildende Kunst im Rahmen der Deutschkunde, Berlin 1927
- Gerhart Hauptmanns Erzähltechnik, Bamberg ohne Jahresangabe
- Literaturgeschichtliches Lesebuch, Charkow 1934
- Über den sozialistischen Realismus, Referentenmaterial, Sektion Kunst und Literatur, 1958
- Das Glück des Bitteren, Halle (Saale) 1969
- Die Plakette, Halle (Saale) 1972
- Totgesagt, Gesamtausgabe, 1990 (postum)